# Eriocaulon bhutanicum
Eriocaulon bhutanicum är en gräsväxtart som beskrevs av Henry John Noltie. Eriocaulon bhutanicum ingår i släktet Eriocaulon och familjen Eriocaulaceae.
Artens utbredningsområde är Bhutan. Inga underarter finns listade i Catalogue of Life.